# He Is Your Brother
He Is Your Brother è un singolo registrato nel 1972 dal gruppo pop svedese ABBA, al tempo conosciuto come "Björn & Benny, Agnetha & Anni-Frid".

## Descrizione
La canzone tratta lo stesso tema di People Need Love, cioè quello di aiutare sempre i propri fratelli. È stata pubblicata come singolo solamente in Scandinavia, ed è stata estratta dall'album di debutto del gruppo, Ring Ring, uscito nel 1973 in Scandinavia e in alcuni Paesi europei, ad eccezione del Regno Unito. 
È stata scritta e composta da Benny Andersson e Björn Ulvaeus. Tutti e quattro i membri vi condividono la voce solista.
È una delle preferite dai membri del gruppo e l'unica del primo album ad essere interpretata nel tour europeo ed australiano del 1977.
L'hanno reinterpretata vari artisti, insieme agli ABBA, durante il concerto Music for UNICEF nel gennaio 1979.
Il lato B del singolo, Santa Rosa, era inizialmente intitolato Grandpa's Banjo ed era stato registrato nel 1972 con l'intenzione di essere pubblicato come singolo in Giappone.

## Tracce
Lato A
1. He Is Your Brother – 3:18

Lato B
1. Santa Rosa – 3:01

## Successo commerciale
A causa della distribuzione limitata e del fatto che gli ABBA al momento non hanno raggiunto un grande seguito al di fuori della nativa Svezia, il singolo è entrato nelle sole classifiche dei Paesi scandinavi.
In Svezia non ha mai raggiunto la vetta delle classifiche, ma è stato un grande successo radiofonico, arrivando al 1º posto della classifica Tio i topp. Il singolo è stato anche pubblicato in Nuova Zelanda da una casa discografica locale. Negli Stati Uniti He Is Your Brother non è stata distribuita come singolo.

## Cover
Il gruppo pop Arrival (tribute band degli ABBA) ha fatto una cover della canzone
nell'album First Flight del 1999.